# Tisza család

A Tisza-család kastélya Geszten

A borosjenői nemes, illetve borosjenői és szegedi gróf Tisza család régi magyar nemesi család, mely Magyarországnak két miniszterelnököt és további közéleti személyeket adott.
A Tisza család szerepét a 17. század közepétől ismerik krónikáink, főleg azon időtől, midőn 1658-ban Borosjenő várát a török elfoglalván, ősi fészkét a család elhagyni kényszerült. Ez időben Tisza György a jenői várnak megkímélése érdekében egyik követül járult a török vezér elé, ki azonban a körülzárt Jenőt elfoglalta.
A család fő birtokai Bihar vármegyében feküdtek, s az egyes családtagok jelentős vármegyei tisztségeket viseltek. Tisza Lajos 1883-ban grófi rangra emeltetett szegedi második előnév adományozása mellett. A grófi rangot az örökösi főrendiházi tagsággal együtt 1897-ben kiterjesztették Tisza Kálmán gyermekeire, Istvánra, Kálmánra és Lajosra.
A család leszármazottai jelenleg Magyarországon, Erdélyben, Svájcban és az Egyesült Államokban élnek.

## Címer
A család ősi nemesi címere a vért kék udvarában zöld téren álló páncélinges és sisakos magyar vitéz, jobb kezében kivont kardja hegyén török fejet, bal kezében három szál búzakalászt tartva. A vért fölötti koronás sisak takarója jobbról arany-kék, balról ezüst-vörös.

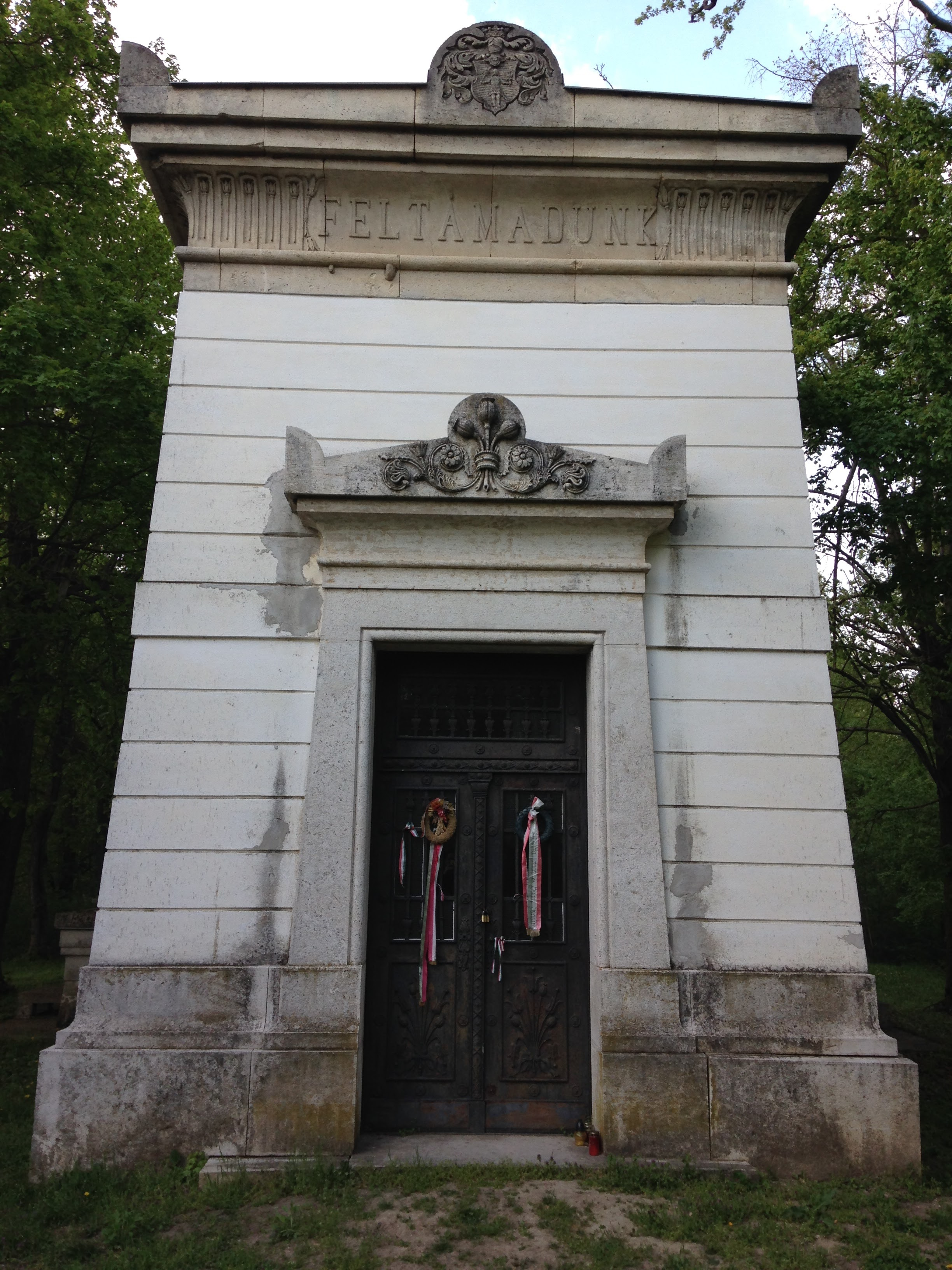
A Tisza-család kriptája Geszten

A grófi címer Az 1883. évi magyar nyelvű diploma szerint) „Egy függélyesen álló vért, mely két harántos metszéssel három vízszintes osztályra van szelve. A vért közepén három levél és két gyöngy által képezett öt ágú, drágakövekkel díszített koronával tetőzött kék mezejű szívpajzs van elhelyezve, melyben zöld talajon tetőtől-talpig sodrony-páncélba öltözött férfi alak áll, a karokon és a combokon a kicsipkézett páncéling alól a veres alsó öltöny látszik ki; az alak fejét csúcsban végződő vassapka-sisak fedi, melyről két oldalt és hátul sodrony páncél függ alá a nyakra. Az alak jobb kezében kivont kardot, hegyében egy levágott török fővel; balkezében három búza-kalászt tart. (Az ősi Tisza-címer)
A hátulsó pajzs felső osztálya hosszában három mezőre oszlik. Ezek közül a közép mező, valamint a közép osztálynak bal mezője ezüst-kékkel újra két mezőre hasítva, jobbról balra húzódó veres pólyát, balról a hasításból előtörő kétfejű, koronás arany sasnak felét – karmában ezüst jogarral – tüntet fel. (Szeged város címere)
A felső osztály jobbról fekvő mezője kék, egyharmad magasságban természetes színű víz foglalja el, melyben három-három, természetes színű káka-gombbal ellátott, három kákacsoport között három hal, kettő egy magasságban, a harmadik alatta eső vonalban – úszik balra. A vízből balra szürke hármas hegycsoport emelkedik ki, mely felett a mező felső pereméről két arany szöllöfürt csüng, míg jobb felől a kék mezőben arany búzakéve látszik. (Bihar vármegye címere)
A felső osztálynak bal és az alsó osztálynak jobb vörös mezője függélyesen ketté van hasítva, s jobbról négy vízszintes ezüst pólyát, balról zöld hármas halmon arany koronából kiemelkedő ezüst kettős (patriarcha) keresztet mutat. Ezen címernek, mint alsó pajzsnak közepét arany csíkkal szegélyezett tojásdad pajzs takarja, mely szintén függélyesen ketté van hasítva. Mindkét vörös mezőjében zöld talajon rovátkos párkányú arany vár látható, két kapu- és ablaknyílásokkal, és a jobb mezőben egy, a bal mezőben három csúcsús fedelű toronnyal. (A Fővárosi Közmunkák Tanácsának címere)
A közép osztálynak jobb mezején, valamint az alsó osztálynak bal mezején arany szelemen által hasított fekete mezőben jobbra fordított fehér elefánt látható. Az alsó sornak jobb és bal mezője között kissé befelé hajló szárakkal egy arany háromszög van betolva, melyen TISZA L. O. betűkből lapidar stylben összeállított, vörössel árnyékolt fekete betűjegy látható. (A Tisza Lajos név betűiből összeállítva.) A vérten öt levél és négy gyöngy által képezett kilencágú, gyöngyökkel és drágakövekkel ékesített arany korona, azon pedig három koronás, nyitott sisak van. A jobbról kék-arany, balról vörös-ezüst sisaktakaró-foszlányokkal környezett középső sisakból két nyitott sasszárny között a szívpajzs páncélos alakja nő ki. A jobbról kék-arany, balról vörös-ezüst foszlányú jobb oldali sisakból fehér bárány, s a jobbról ezüsttel, balról arannyal alábélelt fekete foszlányokkal ellátott bal oldali sisakból fehér elefánt nő ki. A vért mellett, azt tartva, bronce színű arabeszk állványon jobbról természetes színű tigris, balról fekete fejű, nyakú és szárnyú arany griff áll. Az állvány két végéről lefüggve a vért alatt elhúzódó, fehérrel szegélyezett vörös szalagra pedig lapidar arany betűkkel PERSEVERO jelszó van felírva. Az egész képletet arany rojttal díszített hermelinnel bélelt bíborvörös köpönyeg környezi, melynek tetején nyugszik a fentebb leírt öt levél és négy gyöngy által képezett kilencágú korona."

## Jelentősebb családtagok

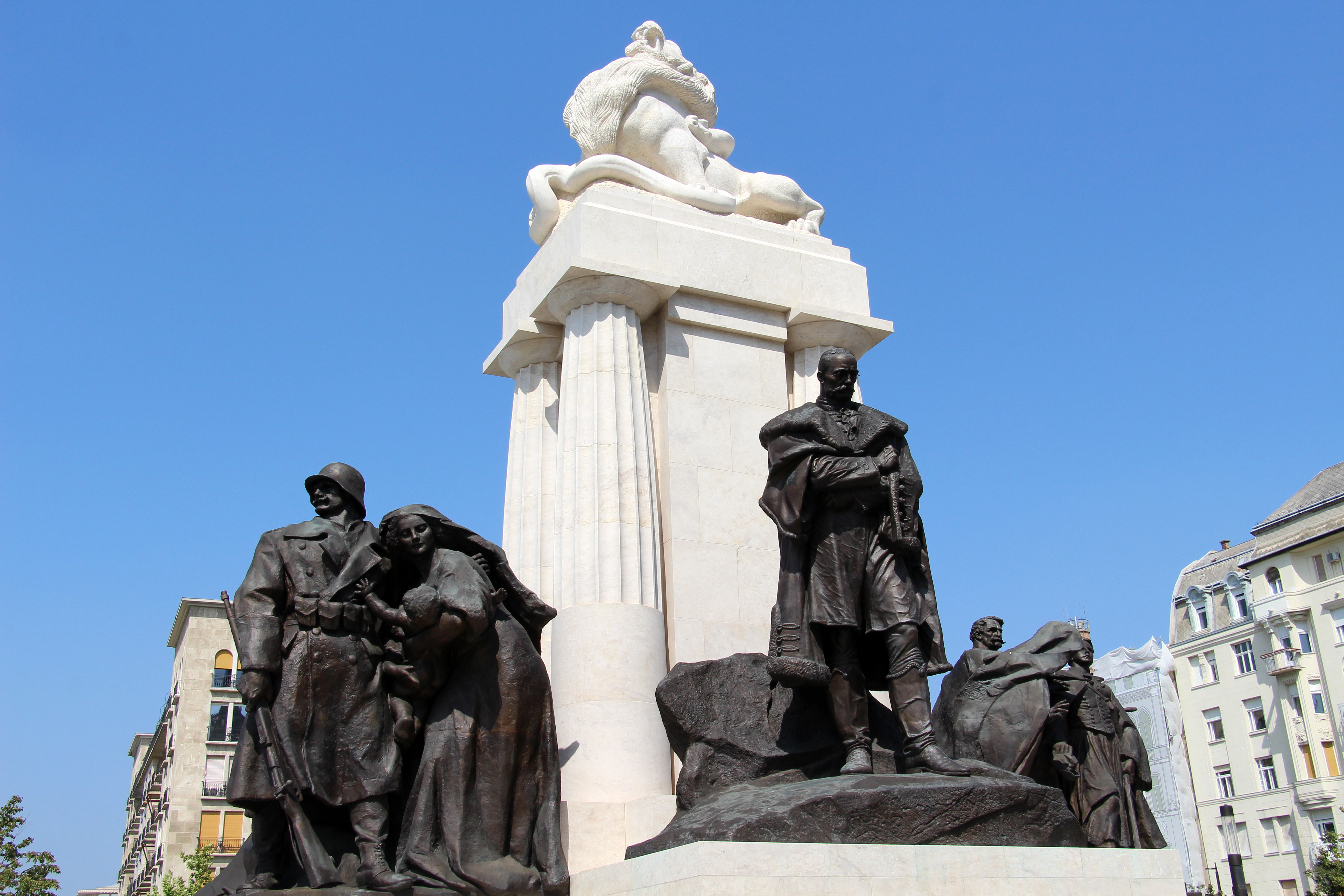
Gróf Tisza István budapesti emlékműve

- Tisza László (1765-1831) főjegyző, kamarás, országgyűlési követ
- Tisza Lajos (1798–1856) politikus
- Tisza László (1829-1902) politikus, segédtiszt, főhadnagy
- Tisza Kálmán (1830-1902) miniszterelnök
- Tisza Lajos (1832-1898) gróf, kormánybiztos
- Tisza Domokos (1837-1856) költő
- Tisza István (1861-1918) gróf, miniszterelnök
- Ifj.Tisza István (1886-1918) gróf, huszárfőhadnagy
- Tisza József (1918-1938) gróf
- Tisza Lajos (1879–1942) politikus,százados
- Tisza Kálmán Lajos (1914-1974) gróf
- Tisza Kata (1980-) írónő

## Kastélyaik
- Tisza-kastély (Geszt)
- Tisza-kastély (Kocsord)
- Teleki–Tisza-kastély (Nagykovácsi)
- Tisza-kastély (Csegőd)